# Sisyranthus trichostomus
Sisyranthus trichostomus är en oleanderväxtart som beskrevs av Karl Moritz Schumann. Sisyranthus trichostomus ingår i släktet Sisyranthus och familjen oleanderväxter. Inga underarter finns listade i Catalogue of Life.